# 阿部幸音
阿部 幸音（あべ ゆきね、1990年12月7日 - ）は、香川県出身の元女子バスケットボール選手である。ポジションはシューティングガード。170cm。ニックネームは「ラミ」。

## 来歴
地元志度でバスケットボールを始め、志度中学を経て聖カタリナ女子高校に進学。同校では1年生のときから全国大会に出場。2年生のウィンターカップで準決勝まで進出し4位。3年生のときにはインターハイ、国民体育大会、ウィンターカップの3大会で準決勝まで進出。ウィンターカップの3位決定戦で大沼美咲擁する山形商業高校と当たるも敗れて4位に終わるが、大沼らとともにベスト5に選ばれる。一方で、女子U-18日本代表に選出され、U-18アジア選手権初優勝に貢献する。
卒業後の2009年、大沼とともにデンソーアイリスに加入。同年7月に開催されたU-19世界選手権に出場し、全試合で先発出場した。
2015年引退。

## 経歴
- 志度ミニバス - 志度中 - 聖カタリナ女子高 - デンソー（2009年〜2015年）